# 윤재명
윤재명(尹在明, 1932년 1월 15일~)은 대한민국의 정치인이다. 제7·8·10대 국회의원을 지냈다. 본관은 해남이며, 전라남도 강진군 출신이다.

## 학력
- 도암국민학교
- 문태중학교
- 문태고등학교 졸업
- 고려대학교 문과대학 국문학과 졸업
- 조지 워싱턴 대학교 사회교육과정 수료

## 경력
- 제7대 국회의원 (영암.강진) 민주공화당
- 제8대 국회의원 (영암.강진) 민주공화당
- 제10대 국회의원 (영암.강진.장흥.완도) 무소속
- 재경전남학우회장겸 동 고학생회장
- 신선제약사사장,현대평론사사장
- 민주공화당전남도지부부위원장
- 김대중의원자택폭발물사건 국회조사특별위원장
- 김포.강화사건 진상조사 특별위원장
- 국회헌법개정특위기본권위원장
- 사단법인 한국학원총연합회 회장
- 한일문화친선협회초대회장
- 동양라이온스크럽회장.한국프로태권도협회회장
- 고려대학교문과대학교우회회장겸 총교우회부회장
- 평화통일자문회의 자문위원
- 해남 윤씨 중앙종친회 회장

## 역대 선거 결과
|  | 33.70% |

|  | 53.09% |

|  | 59.88% |

|  | 16.54% |